# Душан Миловић
Душан Миловић (Нова Варош, 28. март 1925 — Канада, 15. август 2018) био је српски инжењер грађевинарства и редовни члан САНУ на Одељењу техничких наука.

## Биографија
Дипломирао је грађевинско инжењерство на Техничком факултету Универзитета у Београду 1954. године, на конструктивном смеру, где је стекао и звање доктора техничких наука 1959. године.
Био је члан председништва САНУ од 1993. године, а поново је изабран 1994. године као представник Огранка САНУ у Новом Саду, и на тој функцији остаје до 28. маја 1998. године.
Био је професор и шеф Катедре за механику Универзитета Шербрук у Канади. По повратку у Србију, радио је као саветник у Институту за грађевинарство Војводине у Суботици, и редовни професор новооснованог Грађевинског факултета Новосадског универзитета, коме је био и први декан. Био је редовни професор Факултета техничких наука у Новом Саду и шеф Катедре за механику тла и фундирање.
На научно-истраживачком плану, био је посвећен решавању теоријских проблема и експерименталном проучавању понашања темељног тла и темеља. Био је носилац и главни истраживач у великом броју пројеката, а оригинална теоријска решења и резултате експерименталних испитивања објавио је у преко 225 радова, публикованих у домаћим и иностраним часописима и приказаних на домаћим и светским конгресима. Дао је решења за сигуран и економичан начин фундирања за више од 220 објеката разноврсне намене, у земљи и иностранству.

## Чланство у стручним удружењима
Држао је чланство у наредним стручним удружењима:
- Друштво за механику тла и фундирање Републике Србије
- Друштво за механику тла и фундирање Југославије
- Светско друштво за механику тла и фундирање (Европски комитет за пенетрациона испитивања; саветник у комитету за узимање узорака тла)
- Европско друштво за нумеричке методе

Био је члан одбора Комисије за заштиту Лепенског вира.

## Дела (библиографија)

### Књиге
1. Механика тла и проблеми стабилности објеката – Нови Сад: Војвођанска академија наука и уметности, 1992.

## Награде и признања
1. Октобарска награда Београда
2. Медаља заслуга за народ, 1962.
3. Орден рада са сребрим венцем